# Halielloides verrilliana
Halielloides verrilliana is een slakkensoort uit de familie van de Eulimidae. De wetenschappelijke naam van de soort is voor het eerst geldig gepubliceerd in 1909 door Bush.